# Komi (språk)
Komi (коми кыв) är ett finsk-ugriskt språk tillhörande den permiska delen av den finsk-permiska grenen. Det talas av komier, och har ungefär 250 000 talare. Det är offentligt språk i den ryska delrepubliken Komi. Språket delas in i komi-syrjänska, komi-permjakiska (som talas i Komi-Permjakien) och komi-jazva.
Det skrivs med det kyrilliska alfabetet utökat med de två bokstäverna І och Ӧ. Från 1300-talet till 1600-talet skrevs språket med det fornpermiska alfabetet, därefter med det kyrilliska. Efter ryska revolutionen användes en speciell variant, anpassad av forskaren V. A. Molodtsov. Under 1930- och 1940-talet skrevs det med det latinska alfabetet.

## Fotnoter
| Wikipedia | Wikipedia har en upplaga på Komi (språk). |

1. ↑  Antalet talare varierar i olika källor. Frändefolksutskottet anger antal talare till 242 000, Ethnoloɠue - Languages of the world anger den till 262 000. Engelska Wikipedia har i sin artikel siffran 293 000 för år 2002, men anger tyvärr inte källa.